# Rundfunkjahr 1975

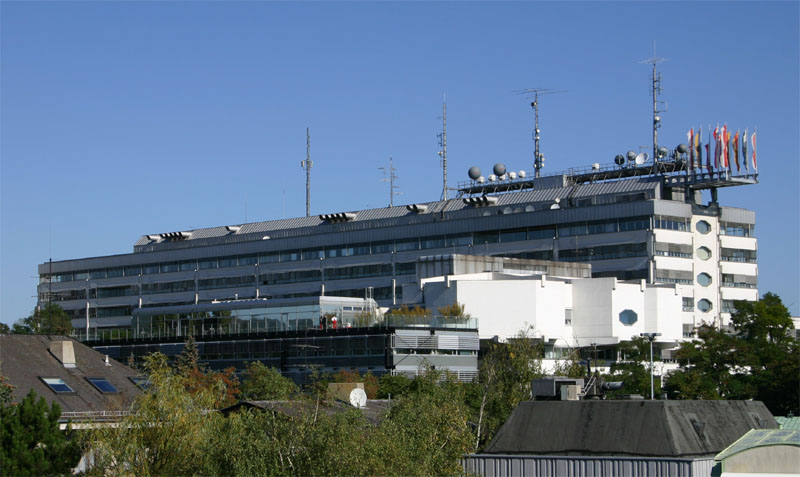
1975: Das von Roland Rainer entworfene ORF-Zentrum auf dem Küniglberg wird nach sechs Jahren Bauzeit vollständig bezugsreif

Liste der Rundfunkjahre

◄◄ | ◄ | 1971 | 1972 | 1973 | 1974 | Rundfunkjahr 1975 | 1976 | 1977 | 1978 | 1979 | ► | ►►

Weitere Ereignisse

## Allgemein
- Der ORF nimmt seinen neuen, nach Plänen des Architekten Roland Rainer entworfenen Hauptsitz am Küniglberg im 13. Wiener Gemeindebezirk im vollen Umfang in Betrieb.
- 1. Januar – Die bisherige öffentlich-rechtliche Rundfunkanstalt Frankreichs, das Office de Radiodiffusion Télévision Française (ORTF) wird durch die Senderketten Radio France, TF1, Antenne 2 und FR3 abgelöst.
- 6. Januar – In Frankreich wird das INA (Institut national de l’audiovisuel) gegründet, das den Auftrag hat, in ähnlicher Weise wie die Bibliothèque nationale de France im Bereich des Schriftgutes, Aufzeichnungen von in Frankreich ausgestrahlten Radio- und Fernsehsendungen zu sammeln und zu archivieren.
- 4. April – In Albuquerque, US-Bundesstaat New Mexico, gründen die beiden Studienabbrecher Bill Gates und Paul Allen das Softwareunternehmen Microsoft.
- Mai – In Vöcklabruck (Oberösterreich) wird das erste Kabelfernsehnetz Österreichs in Betrieb genommen. Zunächst werden die beiden Fernsehprogramme des ORF (FS1 und FS2) sowie die Programme von ARD, ZDF und des BR eingespeist.[1]
- 10. April – ARD und ZDF eröffnen Korrespondentenbüros in Ost-Berlin.
- 5. Juli – Der ORF eröffnet ein Studio in Bozen.
- November – In den USA kommen die ersten Betamax-Rekorder auf den Markt.

## Hörfunk
- 1. Januar – Die dritte Senderkette des Südwestfunks, SWF3 wird zur Popwelle umgebaut.
- 29. September – Im Zuge der portugiesischen Nelkenrevolution lässt die Regierung sämtliche Rundfunkstationen besetzen.
- 14. Dezember – Mit dem Beatles-Klassiker Help! als prägnanter Signation geht auf Ö3 die erste Folge des Verbraucherschutzmagazins Help – Das Konsumentenmagazin über den Äther.

## Fernsehen

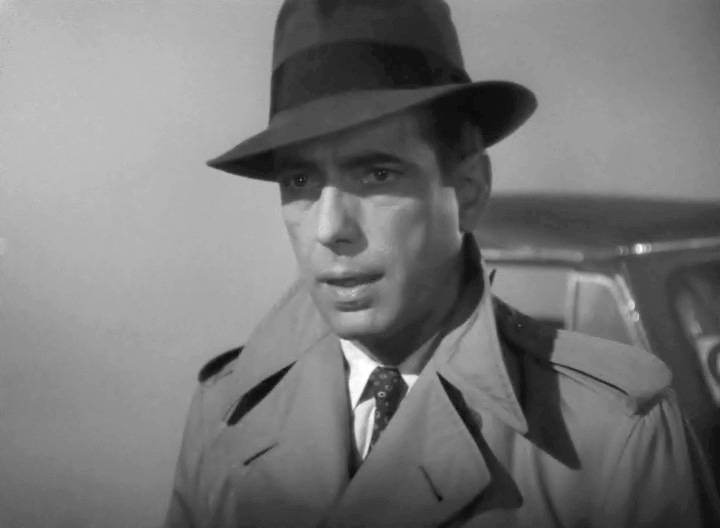
1975: Im deutschsprachigen Fernsehen ist erstmals eine originalgetreue Fassung von Casablanca (1942) zu sehen

- Im ORF-Fernsehen läuft die erste Ausgabe des Kinomagazins Trailer. Besonders die optisch und akustisch eingängige Signation unter Verwendung eines Themas von Moondog sorgt für bleibende Erinnerungen bei vielen Zusehern.
- Start von Farbfernsehen in Australien nach der PAL-Norm und in der CSSR nach dem SECAM-Verfahren.
- 9. Januar – Das ARD-Wirtschaftsmagazin Plusminus hat Premiere im Deutschen Fernsehen.
- 18. Januar – Das ZDF übernimmt Larry’s Showtime
- 3. Februar – Der ORF strahlt erstmals ein moderiertes Nachrichtenmagazin am Spätabend aus. Dieses hat zunächst keinen Namen, erst vier Jahre später mit der Fixierung des Sendeplatz um 21 Uhr 50 erhält die Sendung einen Namen: Zehn vor Zehn. Erster Moderator ist Günther Ziesel, später kommen aber auch Dieter Seefranz, Josef Broukal, Ursula Stenzel und vor allem Robert Hochner zum Einsatz.[2][3]
- 22. Februar – Mit Peter Frankenfeld startet im ZDF die Sendung Musik ist Trumpf.
- 29. März – Start der humoristischen Serie Nonstop Nonsens mit Dieter Hallervorden im Ersten Programm.
- 1. April – Start der ORF-Kinderreihe Am dam des. Die etwa halbstündige Sendung wird wochentags im Nachmittagsprogramm ausgestrahlt und richtet sich vor allem an Kinder im Volksschulalter.
- 13. April – Mit Tatort: Wodka Bitter-Lemon wird der fünfzigste Tatort ausgestrahlt.
- 8. Juni – Unter dem Titel Das Salz der Erde strahlt der ORF die erste von bis 1979 insgesamt 24 Episoden der Serie Ein echter Wiener geht nicht unter aus. Die von Ernst Hinterberger geschriebene Serie, die den Alltag einer Wiener Familie aus dem Arbeitermilieu schildert, wird zwar wegen der zahlreichen Fäkalausdrücke vom konservativen Fernsehpublikum kritisiert, erfreut sich aber in Wiederholungen und DVD-Veröffentlichungen bis heute in Österreich ungebrochener Beliebtheit.
- 12. Juni – Beginn der deutschen Fernsehserie Beschlossen und verkündet.
- 12. Juli – Das ZDF strahlt die erste Folge der britischen Serie Das Haus am Eaton Place im deutschsprachigen Fernsehen aus.
- 23. Juli – Start der Puppentrickserie 1000 und eine Meile.
- 19. September – Auf BBC Two ist die erste Folge der von John Cleese und Connie Booth geschriebenen Comedy-Reihe Fawlty Towers zu sehen.
- 1. Oktober – Der Boxkampf Thrilla in Manila zwischen Muhammad Ali und Joe Frazier wird per Satellit weltweit ausgestrahlt.
- 4. Oktober – Aus der Kölner Sporthalle strahlt das ZDF die Benefiz-Unterhaltungsshow Treffpunkt Herz präsentiert von Peter Alexander aus.
- 5. Oktober – Im Deutschen Fernsehen ist der Kultfilm Casablanca (1942) von Michael Curtiz erstmals in einer originalgetreuen, vollständigen deutschen Synchronfassung zu sehen. Die bisherige Version, die auf dem deutschen Kino- und Fernsehmarkt seit den 1950er Jahren kursierte, hatte durch massiven Zensureingriff alle (für das deutsche Publikum heiklen) zeitgeschichtlichen Inhalte wie den Zweiten Weltkrieg, die Nazis und jüdische Flüchtlinge betreffend, verschwiegen.
- 11. Oktober – Der US-Komiker Andy Kaufman hat in der Show Saturday Night Live seinen ersten Fernsehauftritt, bei dem er seine Lippen stumm zum Titelsong von Mighty Mouse bewegt.
- 19. Oktober – Das ZDF übernimmt erstmals Kim & Co..
- 24. Oktober – Auf BBC Two ist die 6. Folge der Sitcom Fawlty Towers zu sehen. In der Folge mit dem Titel The Germans die antideutsche Ressentiments der Briten aufs Korn nimmt, fällt der berühmte Satz Don't mention the war, der später über die Sitcom hinaus zum geflügelten Wort aufsteigt. Ein Rat, den Hotelchef Basil Fawlty (John Cleese) seinen Mitarbeitern einschärft, nur um diesen selbst zu brechen.
- 21. Dezember – Im ZDF ist der erste Teil des größtenteils in Rumänien entstandenen Abenteuervierteilers Lockruf des Goldes, nach einer literarischen Vorlage Jack Londons zu sehen. Entgegen früheren Produktionen wird dieser von Publikum und Presse weniger positiv aufgenommen.

## Geboren
- 27. Januar – Benjamin von Stuckrad-Barre, deutscher Schriftsteller, Hörfunk- und Fernsehmoderator, wird in Bremen geboren.
- 29. Januar – Sara Gilbert, US-amerikanische Schauspielerin (Darlene Conner in Roseanne) wird in Santa Monica geboren.
- 24. Februar – Mareike Fell, deutsche Schauspielerin, wird in Dresden geboren.
- 15. März – Eva Longoria Parker, US-amerikanische Schauspielerin (Desperate Housewives) wird in Corpus Christi (Texas) geboren.
- 6. April – Zach Braff, US-amerikanischer Schauspieler (Scrubs – Die Anfänger) wird in South Orange, New Jersey geboren.
- 27. Mai – Jamie Oliver, britischer Fernsehkoch (The Naked Chef) wird in Essex geboren.
- 22. September – Christian Ulmen, deutscher Fernsehmoderator (Unter Ulmen) und Schauspieler wird in Neuwied geboren.

## Gestorben
- 27. Januar – Heinz Klevenow, deutscher Schauspieler und einer der meistbeschäftigten Hörspielsprecher der Nachkriegszeit stirbt 66-jährig in Hamburg
- 17. Mai – S. O. Wagner, deutscher Schauspieler, Autor, Hörspielsprecher, Hörspiel- und Theaterregisseur stirbt 72-jährig in Hamburg.  Als Hörspielregisseur inszenierte er für den NDR u. a. die 3. Staffel der Reihe Gestatten, mein Name ist Cox – Mord auf Gepäckschein 3311.
- 15. Dezember – Karl Pündter, deutscher Schauspieler, Regisseur, Hörspielsprecher und nach 1945 Leiter der Abteilung Schulfunk beim NWDR in Hamburg stirbt 92-jährig in Hamburg.